# Perilampsis pulchella
Perilampsis pulchella es una especie de insecto del género Perilampsis de la familia Tephritidae del orden Diptera.

## Historia
Austen la describió científicamente por primera vez en el año 1910.